# 오화영
오화영(吳華英, 1880년 4월 5일 ~ 1960년 9월 2일)은 한국의 독립운동가이며 정치인이다. 호는 국사(菊史), 다른 이름으로는 화영(華泳), 하영(夏英)이 있다. 1989년 건국훈장 대통령장을 추서하였다.

## 생애
1879년 4월 5일 황해도 평산 금암면 대촌리에서 오석조(吳錫祚)의 장남으로 출생했다. 본관은 고창이다. 어릴 때 한학을 공부하다가 동학에 입문한 적이 있으나, 곧 개신교로 개종하여 1906년 세례를 받았다. 1906년 만주에서 돌아온 그는 미국 남(南)감리교의 기이남(奇二男, Rev W.G.cram) 선교사에게 세례를 받고 기독교인이 되었다. 1909년부터 남감리회 소속 전도사로서 그는 전도 활동을 시작하였다. 개성 서구역(1909~1911), 개성 북부교회(1911~1913) 전도사를 거쳐 1913년 9월 원산 상리교회로 자리를 옮겼다. 1914년 8월 23일 김영학·최태곤 등과 함께 앳킨스(Atkins) 감독에게 집사목사 안수를 받았다. 1917년 서울 도렴동 종교(宗橋)교회로 부임한 그는 이듬해 10월 장로목사 안수를 받았다. 1918년에는 감리교 목사들의 사관학교 격인 협성신학교를 졸업하고 감리교의 목사가 되었다.
1919년 3·1 운동 때는 민족대표 33인의 한 사람으로서 적극적으로 참가했다가 1920년 10월 30일 경성복심법원 판결에서 그는 보안법 위반으로 징역 2년6개월을 선고받았다. 기미독립선언서에 서명하는데 그치지 않고 자신이 목회 활동을 한 적이 있는 개성과 원산의 지역 만세 운동을 조직한 것이 확인되어 비교적 중형을 받은 것이다. 1922년 5월 5일 그는 이갑성과 함께 만기출옥 했다. 출옥 후 곧장 수표교교회 담임목사로 부임한 그는 그 해 9월 다시 종교교회(宗橋敎會) 목사로 옮겼다. 1925년 9월에는 개성 북부교회로 옮겼다가 2년 뒤 1927년 9월에 다시 수표교 교회 목사로 부임했다. 이곳에서 1년간 목회활동을 한 후 그는 YMCA 종교부 간사가 되었다.
대외활동도 매우 활발했다. 1926년 10월 말에 열린 조선민흥회(朝鮮民興會) 창립총회에 준비위원으로 참여하였다. 이듬해 2월 15일 개최된 신간회 창립대회에서는 간사 35명 중 1인으로 선출되었으며 이어 서무부장, 경성지회 검사위원에 선임되기도 했다. 또 1929년 6월에 창립된 기독신우회(信友會)의 평의원으로 참여해 기독교인들의 사회참여를 확대하는 일에 힘을 보태기도 했다. 1932년에는 조선물산장려회 고문으로 활동하기도 했다. 광주학생운동과 관련, 두 번째 옥고를 치렀다. 이 일로 그는 이듬해 9월 수표교 교회에서 사임하였다. 1931년 다시 1년간 수표교 교회 목사로 파송되어 시무한 후 상동과 연화봉 교회로 각각 1년간 파송되어 담임목사로 일하였다. 그 후 1935년에 수표교 교회 담임목사로 다시 파송되었다가 1937년 중부연회에서 퇴회(退會)하여 수표교 교회 본처목사(本處牧師)가 되었다. 본처목사란 개신교의 감리교회에서 휴직 중에 있는 목사를 일컫는 말이다.
흥업구락부 사건에도 연루되어 모두 3번 옥고를 치렀다. 1925년 3월 22일, 그는 서울 사직동 신흥우(申興雨) 집에서 결성된 흥업구락부에 참여하였다. 실업단체로 위장한 흥업구락부는 1920~1930년대 기독교계의 민족운동단체였다. YMCA 총무 출신의 신흥우가 이상재·윤치호를 중심으로 YMCA·감리교 등 기독교계 인사들로 조직했다. 이 단체가 미국의 이승만과 연결되어 있음을 포착한 있던 일제는 1937년 가을 신흥우·장덕수·유억겸 등 청구구락부 관계자들을 먼저 잡아들였다. 이어 이듬해 5월 흥업구락부 간부회원 60여 명을 대거 검거하였다. 이들 중 52명이 치안유지법 위반으로 기소되어 실형을 선고받았다. 이 사건에 오화영도 연루돼 6개월간 옥고를 치렀다. 신흥우 등 대다수는 전향서를 쓰고 풀려난 뒤 친일로 돌아섰으나 오화영은 끝까지 지조를 지켰다.
1945년 8.15 해방과 함께 그는 정치무대 전면에 나섰다. 그 시작은 대한민국임시정부 수반들을 환영하기 위해 구성된 한국지사(志士)영접위원회 참여였다. 그는 허헌 등과 함께 위원으로 참여하였으며 임정세력을 적극 지지하였다. 이어 건국준비위원에 선출되었으며, 조선민족당을 결성해 당수로 추대되었다.
우익 정치인으로서 반탁 운동에 뛰어들어 대한독립촉성국민회 부회장, 미군정의 남조선과도입법의원 의원을 지냈고, 독립전취(戰取)전국대회 회장 등을 맡아 신생조국 건설에 힘썼다. 1946년에는 건국대학교의 전신인 조선정치대학관을 세워 이사·관장을 지냈으며 1949년에는 조선정치대학 학장이 되었다. 1947년 12월 중간파 세력의 결집체인 민족자주연맹에 참여했다. 이듬해 4월에는 평양에서 열린 남북협상에 참여하기 위해 북행길에 올랐다.
1950년 5월 30일 서울 종로구에서 제2대 민의원 의원으로 당선되었으나 채 한 달도 안 돼 한국전쟁이 일어났고, 북한군 퇴각 때 납북되었다. 1956년 7월 2~3일 열린 재북평화통일촉진협의회 결성대회에서 주석단의 1인으로 참석해 최고위원 3인 중 1인, 상무위원 11인 중 1인, 집행위원 29인 중 1인으로 선임되었다. 동단체는 한국전쟁 당시 납북된 인물들을 비자발적으로 동원된 선전 단체였다.
그 후 한동안 그의 생사를 알 수 없었다. 2002년 통일신보 보도에 따르면, 오화영은 1960년 9월 2일 사망해 평양 근교의 애국열사릉에 묻혔다.
서울 동작동 현충원에는 묘소 대신 위패가 봉안돼 있다. 대한민국 정부는 그의 공헌을 기려 1989년 건국훈장 대통령장을 추서하였다. 경기도 고양시 덕양구 선유동 산자락에는 2014년 고창오씨 대종회에서 세운 추모비가 서 있다.
세브란스 간호부장 출신의 아내 함명숙(咸明淑·1973년 작고)은 생전에 그를 두고 "뜻을 이루기 위해서는 무엇에도 꺾이지 않는 의지의 사나이였다"고 추억했다.(경향신문, 1966.2.25.)
감리교신학대는 1978년 그를 포함해 이 대학 출신 민족대표 6명의 흉상(부조)을 교내에 건립했다.

## 역대 선거 결과
| 실시년도 | 선거   | 대수 | 직책     | 선거구         | 정당   | 득표수   | 득표율          | 순위 | 당락 | 비고 |
| -------- | ------ | ---- | -------- | -------------- | ------ | -------- | --------------- | ---- | ---- | ---- |
| 1950년   | 총선   | 2대  | 국회의원 | 서울 종로구 을 | 무소속 | 21,199표 | \| \| 58.54% \| | 1위  |      | 초선 |
|          | 58.54% |      |          |                |        |          |                 |      |      |      |

## 참고 자료
- 오하영 - 대한민국헌정회
- 기독교대한감리회, 한국감리교인물사전 오화영 편[깨진 링크(과거 내용 찾기)]
- 오화영 - 한국학중앙연구원
- 오화영 - 두산세계대백과사전
- 오화영 - 한국민족문화대백과사전

## 같이 보기
- 독립유공자로 대통령장을 수여받은 사람
- 흥업구락부
- 한국민족문화사업회